# Chitrangada (Frau des Arjuna)

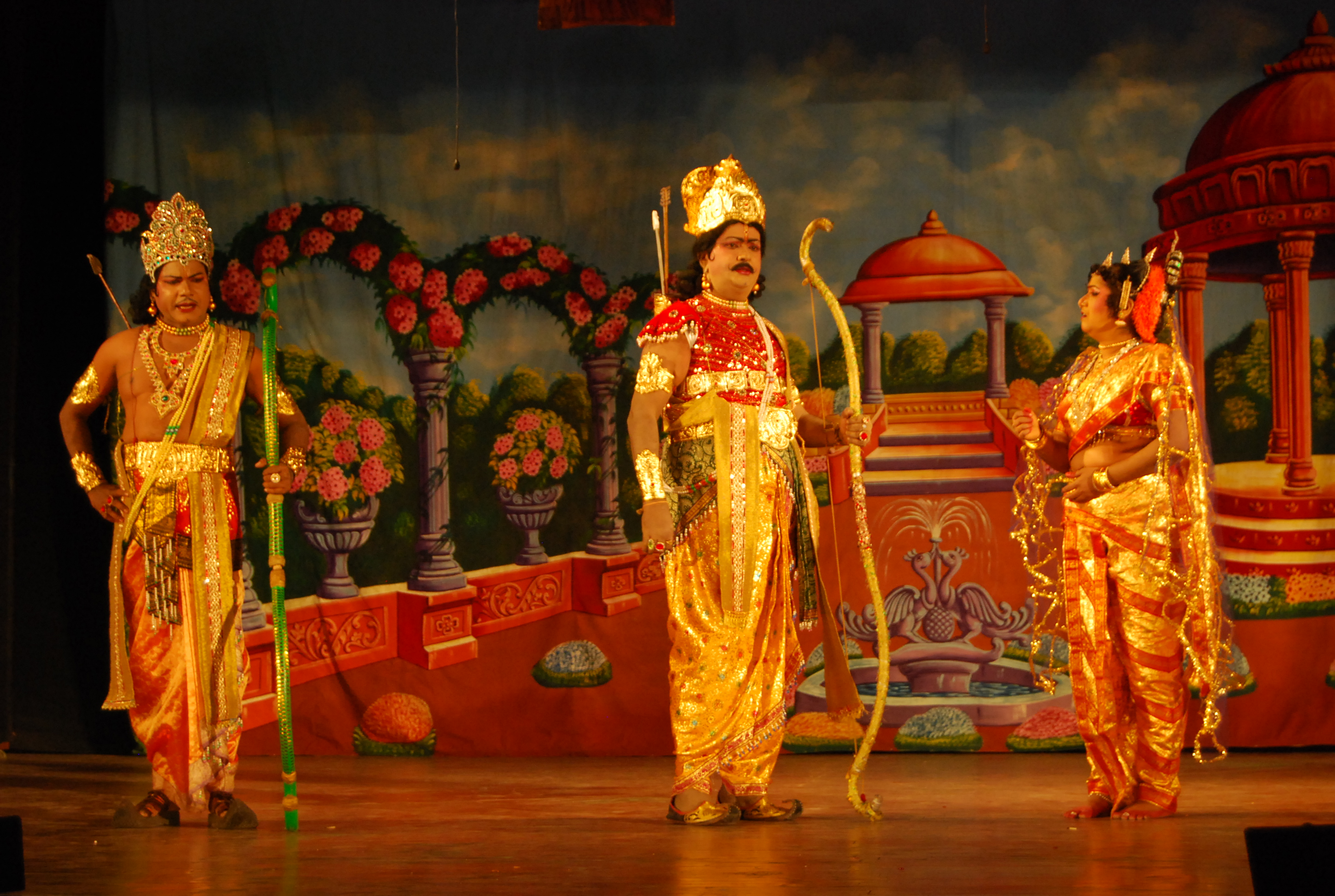
Arjuna, Babhruvahana und Chitrangada

Chitrangada (Sanskrit चित्रांगदा, citrāngadā f.) ist im Epos Mahabharata die Tochter von König Chitravahana und eine von Arjunas Ehefrauen. Sie hatte einen Sohn namens Babhruvahana mit ihm.

## Ehe mit Arjuna
Im Verlauf einer einjährigen Pilgerreise gelangte Arjuna während seiner Wanderungen auch ins Königreich von Manipur. Als er dort König Chitravahana besuchte, erblickte er dessen schöne Tochter Chitrangada und verliebte sich in sie. Als er den König um ihre Hand anhielt, erzählte ihm dieser die Geschichte seines Vorfahren Prabhanjana, der kinderlos war und schwere Askese-Übungen auf sich nahm, um Nachwuchs zu erlangen. Schließlich erschien ihm der Gott Shiva und gewährte ihm die Gunst, dass jeder seiner Nachkommen genau ein Kind haben würde. Chitravahana bekam jedoch, anders als seine Vorfahren, eine Tochter und erklärte sie daher zur „Putrika“. Dies bedeutete, dass nur ein Sohn, der von ihr geboren würde, zu seinem Thronfolger werden könnte, und sonst niemand.
Arjuna erklärte sich damit einverstanden, ehelichte Chitrangada und verbrachte drei glückliche Jahre mit ihr. Nachdem sie einen Sohn geboren hatte, verabschiedete er sich von ihr mit einer herzlichen Umarmung und setzte seine Wanderungen fort.